# Бадковице (гмина)
Бадковице (пол. Baćkowice) — сельская гмина (волость) в Польше, входит как административная единица в Опатувский повет, Свентокшиское воеводство. Население — 5163 человека (на 2004 год).

## Демография
| Перепись                       | Всего   | Всего | Женщины | Женщины | Мужчины | Мужчины |
| ------------------------------ | ------- | ----- | ------- | ------- | ------- | ------- |
| Единицы                        | человек | %     | человек | %       | человек | %       |
| Население                      | 5163    | 100   | 2538    | 49,2    | 2625    | 50,8    |
| Плотность населения (чел./км²) | 53,6    | 53,6  | 26,4    | 26,4    | 27,3    | 27,3    |

## Соседние гмины
1. Гмина Иваниска
2. Гмина Лагув
3. Гмина Опатув
4. Гмина Садове
5. Гмина Васнюв